# ژان باتیست دلامو
ژان باتیست دل آمو (فرانسوی: Jean-Baptiste Del Amo‎) نویسنده فرانسوی است که ۲۵ نوامبر ۱۹۸۱ در تولوز متولد شد. نام اصلی او ژان باتیست گارسیا است.
او نام دل آمو را از مادربزرگش به عاریت گرفته‌است. این تغییر نام به پیشنهاد ادیتورش انتشارات گالیمار بود زیرا انتشار رمانش همزمان بود باانتشار رمانی از نویسنده دیگری از تولوز (تریستان گارسیا) که هر دو نامشان مشترک بود.
دل آمو در سال ۲۰۰۶ جایزهٔ جوانترین نویسنده زبان فرانسه را برای رمانش به نام Ne rien faire دریافت کرد. این رمان بر اساس تجربه شخصی اش در دوران فعالیت در مؤسسه مبارزه علیه اچ‌آی‌وی (HIV) در آفریقا بود. داستان رمان در آفریقا در روز مرگ یک نوزاد روی می‌دهد.